# Jeffrey Combs
Jeffrey Alan Combs (født 9. september, 1954 i Oxnard i Californien) er en amerikansk skuespiller kendt for sine gyserfilmroller og hans optrædener, hvor han spiller en række karakterer i Star Trek-franchisen.